# Gran Premio d'Austria 1982
Il Gran Premio d'Austria 1982 è stata la tredicesima prova della stagione 1982 del Campionato mondiale di Formula 1. Si è corsa domenica 15 agosto 1982 sull'Österreichring. La gara è stata vinta dall'italiano Elio De Angelis su Lotus-Ford Cosworth; per il vincitore si trattò del primo successo nel mondiale.  Ha preceduto sul traguardo il finlandese Keke Rosberg su Williams-Ford Cosworth e il francese Jacques Laffite su Ligier-Matra.
Elio De Angelis precedette sul traguardo Rosberg per soli 0"050; tale risultato rappresenta il quarto distacco più ridotto, tra primo e secondo in un gran premio, nella storia del mondiale di Formula 1.

## Vigilia

### Sviluppi futuri
La Renault annunciò, che dal 1983, avrebbe fornito i suoi motori turbo anche alla Lotus. Per la prima volta la casa francese diventava fornitrice per un altro costruttore. La Lotus aveva compiuto dei colloqui anche con la Toyota. Veniva anche prospettata l'ipotesi che la Williams potesse essere supportata dalla BMW.

### Aspetti sportivi
Il leader del campionato, Didier Pironi, infortunatosi nelle prove del Gran Premio di Germania, non era più in pericolo di vita ma la sua partecipazione al campionato mondiale era ormai conclusa. La Scuderia Ferrari portò in tale gara perciò una sola vettura, affidata a Patrick Tambay. L'ingegner Mauro Forghieri, capo tecnico della casa, evidenziò come fosse difficile trovare un adeguato sostituto per Pironi.
L'altro pilota infortunatosi in Germania, Niki Lauda, ottenne invece il via libera per poter partecipare alla gara.

## Qualifiche

### Resoconto
Nelson Piquet ottenne al venerdì il miglior tempo, con 1'27"612 alla media di 244,177 km/h. Solo l'anno precedente la pole position era sta di oltre 1'32". Il pilota brasiliano precedette il compagno di scuderia Riccardo Patrese e Patrick Tambay. La giornata fu molto calda, col termometro che sfiorò i 40 gradi. Il grande caldo rendeva le gomme da tempo molto morbide, tanto che resistevano un solo giro. Alla Brabham avevano anche inserito dei chili di ghiaccio sintetico vicino ai radiatori per abbassare la temperatura del motore turbo al fine di permettere l'utilizzazione di una pressione maggiore. Subirono dei problemi tecnici le Renault, mentre Tambay non poté provare negli ultimi 25 minuti della sessione ufficiale per la rottura della frizione. La Scuderia Ferrari chiese anche un'interruzione delle prove per consentire il recupero della monoposto ferma sul tracciato, interruzione che non fu concessa.
Al sabato i due della Brabham non riuscirono a migliorare i tempi del giorno precedente ma nessun altro pilota fu capace di inserirsi in prima fila. Piquet conquistò così la sua settima pole position, la prima per la BMW come motorista. La Brabham monopolizzò per la sesta, e ultima, volta nella sua storia, le prime due posizioni dello schieramento di partenza. L'ultima volta era accaduto nel Gran Premio del Sudafrica 1975.
Dietro ai due piloti della scuderia di Bernie Ecclestone Alain Prost, su Renault, strappò la terza posizione al ferrarista Tambay. Le due case evidenziarono ancora delle noie tecniche: la Renault ruppe due propulsori, mentre in Ferrari vi fu un problema a una delle valvole di raffreddamento del motore. Nelle qualifiche Michele Alboreto ruppe una sospensione, la sua vettura schizzò in aria ma ricadde sulle ruote, tanto che non vi furono conseguenze fisiche per il pilota.

### Risultati
I risultati delle qualifiche furono i seguenti:
| Pos | Nº | Pilota             | Costruttore              | Tempo    | Griglia |
| --- | -- | ------------------ | ------------------------ | -------- | ------- |
| 1   | 1  | Nelson Piquet      | Brabham-BMW              | 1'27"612 | 1       |
| 2   | 2  | Riccardo Patrese   | Brabham-BMW              | 1'27"971 | 2       |
| 3   | 15 | Alain Prost        | Renault                  | 1'28"864 | 3       |
| 4   | 27 | Patrick Tambay     | Ferrari                  | 1'29"522 | 4       |
| 5   | 16 | René Arnoux        | Renault                  | 1'30"261 | 5       |
| 6   | 6  | Keke Rosberg       | Williams-Ford Cosworth   | 1'30"300 | 6       |
| 7   | 11 | Elio De Angelis    | Lotus-Ford Cosworth      | 1'31"626 | 7       |
| 8   | 3  | Michele Alboreto   | Tyrrell-Ford Cosworth    | 1'31"814 | 8       |
| 9   | 5  | Derek Daly         | Williams-Ford Cosworth   | 1'32"062 | 9       |
| 10  | 8  | Niki Lauda         | McLaren-Ford Cosworth    | 1'32"131 | 10      |
| 11  | 22 | Andrea De Cesaris  | Alfa Romeo               | 1'32"308 | 11      |
| 12  | 12 | Nigel Mansell      | Lotus-Ford Cosworth      | 1'32"881 | 12      |
| 13  | 23 | Bruno Giacomelli   | Alfa Romeo               | 1'32"950 | 13      |
| 14  | 26 | Jacques Laffite    | Ligier-Matra             | 1'32"957 | 14      |
| 15  | 35 | Derek Warwick      | Toleman-Hart             | 1'33"208 | 15      |
| 16  | 14 | Roberto Guerrero   | Ensign-Ford Cosworth     | 1'33"555 | 16      |
| 17  | 36 | Teo Fabi           | Toleman-Hart             | 1'33"971 | 17      |
| 18  | 7  | John Watson        | McLaren-Ford Cosworth    | 1'34"164 | 18      |
| 19  | 4  | Brian Henton       | Tyrrell-Ford Cosworth    | 1'34"184 | 19      |
| 20  | 20 | Chico Serra        | Fittipaldi-Ford Cosworth | 1'34"187 | 20      |
| 21  | 29 | Marc Surer         | Arrows-Ford Cosworth     | 1'34"442 | 21      |
| 22  | 25 | Eddie Cheever      | Ligier-Matra             | 1'34"620 | 22      |
| 23  | 30 | Mauro Baldi        | Arrows-Ford Cosworth     | 1'34"715 | 23      |
| 24  | 17 | Rupert Keegan      | March-Ford Cosworth      | 1'34"770 | 24      |
| 25  | 9  | Manfred Winkelhock | ATS-Ford Cosworth        | 1'34"984 | 25      |
| 26  | 33 | Tommy Byrne        | Theodore-Ford Cosworth   | 1'34"985 | 26      |
| NQ  | 18 | Raul Boesel        | March-Ford Cosworth      | 1'35"149 | NQ      |
| NQ  | 31 | Jean-Pierre Jarier | Osella-Ford Cosworth     | 1'35"206 | NQ      |
| NQ  | 10 | Eliseo Salazar     | ATS-Ford Cosworth        | 1'35"271 | NQ      |

## Gara
Il poleman Nelson Piquet mantenne il comando alla partenza, conducendo davanti a Alain Prost e Riccardo Patrese. Nelle retrovie vi fu una collisione tra le due Alfa Romeo: Derek Daly era rimasto fermo con un problema alla frizione, Andrea De Cesaris si spostò prima sulla destra poi rientrò andò verso l'esterno del tracciato ove colpì Bruno Giacomelli; tutti e tre i piloti furono costretti all'abbandono. Già nel corso del primo giro Patrese ripassò Prost, mentre al giro dopo l'italiano passò a condurre superando Piquet. Sempre nel secondo giro Tambay soffrì per una foratura mentre Alboreto uscì di pista, nel tentativo di passare Keke Rosberg.
La gara vedeva perciò in testa le due Brabham, seguite dalle due Renault, Elio De Angelis, Keke Rosberg e Derek Warwick. Quest'ultimo passò poi Rosberg, entrando nella zona dei punti. La gara di Warwick terminò all'ottavo giro, con la sospensione rotta; poca prima anche l'altro pilota della Toleman Teo Fabi aveva abbandonato, quando era settimo.
Al giro 16 Arnoux si ritirò col motore fuori uso. Due giri dopo Piquet entrò ai box per il cambio gomme programmato, dopo che per tre gare questa strategia non aveva potuto essere implementata. Il brasiliano entrò però troppo presto, cogliendo di sorpresa i propri meccanici. Piquet rientrò in gara quarto. Al giro 23 anche il compagno di scuderia Riccardo Patrese effettuò il cambio gomme: questo fu molto più rapido e ciò permise all'italiano di tornare in gara primo, davanti a Prost, De Angelis, Piquet e Rosberg.
Al 28º giro si ruppe il motore BMW di Patrese, che alla Texaco, uscì di pista e rischiò di colpire una fotografa. La gara dell'altra Brabham durò soli altri quattro giri: Piquet fu fermato da un guasto elettrico. La classifica era così comandata da Alain Prost, seguito da Elio De Angelis (staccato di trenta secondi), Keke Rosberg, Jacques Laffite e, a un giro Niki Lauda e Mauro Baldi. Al 47º passaggio Baldi cedette la sesta posizione a Tambay.
Al giro 49 il guasto all'alimentazione costrinse Prost al ritiro. Si mise a condurre Elio De Angelis, per la prima volta nella sua carriera in F1. Al giro 50 Tambay passò anche Lauda mentre Rosberg si avvicinava a De Angelis, che all'improvviso cominciò ad accusare noie al cambio. Nel corso dell'ultimo giro, il finlandese riuscì ad azzerare il distacco e si portò in scia al pilota italiano, tentando senza successo un paio di attacchi. Dopo l'ultima curva, le due vetture transitarono praticamente appaiate sul traguardo, dove l'italiano riuscì a prevalere per soli 0"050, all'epoca secondo distacco più ridotto per una gara di Formula 1. Elio De Angelis vinceva così la sua prima gara iridata in F1, settantunesimo pilota capace dell'impresa; fu anche il 150º successo per una vettura motorizzata dal Ford Cosworth DFV, e l'ultimo successo per il Team Lotus con Colin Chapman vivente.

### Risultati
I risultati del gran premio furono i seguenti:
| Pos | No | Pilota             | Team                     | Giri | Tempo                    | Pos.Griglia | Punti |
| --- | -- | ------------------ | ------------------------ | ---- | ------------------------ | ----------- | ----- |
| 1   | 11 | Elio De Angelis    | Lotus-Ford Cosworth      | 53   | 1h25'02"212              | 7           | 9     |
| 2   | 6  | Keke Rosberg       | Williams-Ford Cosworth   | 53   | + 0"050                  | 6           | 6     |
| 3   | 26 | Jacques Laffite    | Ligier-Matra             | 52   | + 1 giro                 | 14          | 4     |
| 4   | 27 | Patrick Tambay     | Ferrari                  | 52   | + 1 giro                 | 4           | 3     |
| 5   | 8  | Niki Lauda         | McLaren-Ford Cosworth    | 52   | +1 giro                  | 10          | 2     |
| 6   | 30 | Mauro Baldi        | Arrows-Ford Cosworth     | 52   | +1 giro                  | 23          | 1     |
| 7   | 20 | Chico Serra        | Fittipaldi-Ford Cosworth | 51   | +2 giri                  | 20          |       |
| 8   | 15 | Alain Prost        | Renault                  | 48   | Iniezione                | 3           |       |
| 9   | 7  | John Watson        | McLaren-Ford Cosworth    | 44   | Motore                   | 18          |       |
| Rit | 4  | Brian Henton       | Tyrrell-Ford Cosworth    | 32   | Motore                   | 19          |       |
| Rit | 1  | Nelson Piquet      | Brabham-BMW              | 31   | Impianto elettrico       | 1           |       |
| Rit | 33 | Tommy Byrne        | Theodore-Ford Cosworth   | 28   | Testacoda                | 26          |       |
| Rit | 29 | Marc Surer         | Arrows-Ford Cosworth     | 28   | Motore                   | 21          |       |
| Rit | 2  | Riccardo Patrese   | Brabham-BMW              | 27   | Motore/Incidente         | 2           |       |
| Rit | 25 | Eddie Cheever      | Ligier-Matra             | 22   | Motore                   | 22          |       |
| Rit | 12 | Nigel Mansell      | Lotus-Ford Cosworth      | 17   | Motore                   | 12          |       |
| Rit | 16 | René Arnoux        | Renault                  | 16   | Iniezione                | 5           |       |
| Rit | 9  | Manfred Winkelhock | ATS-Ford Cosworth        | 15   | Testacoda                | 25          |       |
| Rit | 35 | Derek Warwick      | Toleman-Hart             | 7    | Sospensioni              | 15          |       |
| Rit | 36 | Teo Fabi           | Toleman-Hart             | 7    | Trasmissione             | 17          |       |
| Rit | 14 | Roberto Guerrero   | Ensign-Ford Cosworth     | 6    | Testacoda                | 16          |       |
| Rit | 3  | Michele Alboreto   | Tyrrell-Ford Cosworth    | 1    | Testacoda                | 8           |       |
| Rit | 17 | Rupert Keegan      | March-Ford Cosworth      | 1    | Sterzo                   | 24          |       |
| Rit | 5  | Derek Daly         | Williams-Ford Cosworth   | 0    | Collisione alla partenza | 9           |       |
| Rit | 22 | Andrea De Cesaris  | Alfa Romeo               | 0    | Collisione alla partenza | 11          |       |
| Rit | 23 | Bruno Giacomelli   | Alfa Romeo               | 0    | Collisione alla partenza | 13          |       |
| NQ  | 18 | Raul Boesel        | March-Ford Cosworth      |      |                          |             |       |
| NQ  | 31 | Jean-Pierre Jarier | Osella-Ford Cosworth     |      |                          |             |       |
| NQ  | 10 | Eliseo Salazar     | ATS-Ford Cosworth        |      |                          |             |       |

## Classifiche

### Piloti
| Pos. | Pilota             | Punti |
| ---- | ------------------ | ----- |
| 1    | Didier Pironi      | 39    |
| 2    | Keke Rosberg       | 33    |
| 3    | John Watson        | 30    |
| 4    | Niki Lauda         | 26    |
| 5    | Alain Prost        | 25    |
| 6    | Elio De Angelis    | 22    |
| 7    | René Arnoux        | 19    |
| =    | Riccardo Patrese   | 19    |
| 9    | Patrick Tambay     | 19    |
| 10   | Nelson Piquet      | 17    |
| 11   | Michele Alboreto   | 14    |
| 12   | Eddie Cheever      | 10    |
| 13   | Nigel Mansell      | 7     |
| 14   | Derek Daly         | 7     |
| 15   | Carlos Reutemann   | 6     |
| =    | Gilles Villeneuve  | 6     |
| 17   | Jacques Laffite    | 5     |
| =    | Andrea De Cesaris  | 5     |
| 19   | Jean-Pierre Jarier | 3     |
| 20   | Marc Surer         | 3     |
| 21   | Manfred Winkelhock | 2     |
| =    | Eliseo Salazar     | 2     |
| =    | Bruno Giacomelli   | 2     |
| 24   | Mauro Baldi        | 2     |
| 25   | Chico Serra        | 1     |

### Costruttori
| Pos. | Team                     | Punti |
| ---- | ------------------------ | ----- |
| 1    | Ferrari                  | 64    |
| 2    | McLaren-Ford Cosworth    | 56    |
| 3    | Williams-Ford Cosworth   | 46    |
| 4    | Renault                  | 44    |
| 5    | Lotus-Ford Cosworth      | 29    |
| 6    | Brabham-Ford Cosworth    | 19    |
| 7    | Brabham-BMW              | 17    |
| 8    | Ligier-Matra             | 15    |
| 9    | Tyrrell-Ford Cosworth    | 14    |
| 10   | Alfa Romeo               | 7     |
| 11   | Arrows-Ford Cosworth     | 5     |
| 12   | ATS-Ford Cosworth        | 4     |
| 13   | Osella-Ford Cosworth     | 3     |
| 14   | Fittipaldi-Ford Cosworth | 1     |